# Malla de referencia

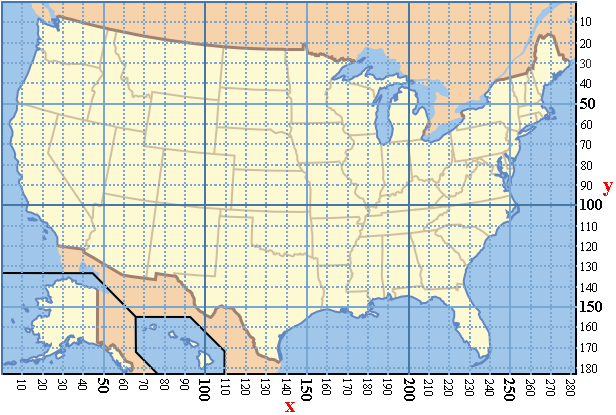
Mapa de Estados Unidos de 28 por 18 cuadros. El sur de la Florida se ubica en el cuadro (230, 170).

Una malla, rejilla o red de referencia es un sistema de coordenadas que se representa sobre una imagen -como un mapa- u otro objeto, para poder ubicar sus partes con facilidad. Un mapa con rejilla de referencia puede tener tantas filas y columnas como el tamaño del objeto y la precisión de localización que deseamos requieran. Sabiendo la fila y columna del cuadro donde se encuentra el lugar que se busca, se reduce considerablemente el área a revisar. Es común que las columnas se identifiquen con letras comenzando por la A, y las filas por números a partir del 1.
Por ejemplo, en el mapa de un parque de diversiones con decenas de juegos, es posible colocar una lista de juegos y asociarlos con su ubicación en el mapa mediante la malla de referencia. Asimismo, en el mapa de una ciudad, se puede colocar la ubicación de lugares de interés o las calles mediante la red.
- Datos: Q3438407